# European Fantastic Film Festivals Federation
La European Fantastic Film Festivals Federation (EFFFF) è un'organizzazione nata nel 1987 e dedicata alla promozione e al sostegno del cinema fantastico europeo, che riunisce circa venti festival europei e ha membri sostenitori in Asia e Nord America.
La federazione assegna annualmente il premio Méliès d'oro (Méliès d'or) per il miglior film (lungometraggio e cortometraggio) fantastico europeo con una particolare modalità a due turni: ognuno dei festival membri assegna un premio Méliès d'argento (Mélies d'argent) ad un film europeo presentato nella propria sezione competitiva; i vincitori sono candidati al Méliès d'oro, che viene assegnato nel corso di un successivo festival in calendario.

## Membri
- Membri affiliati
  - Imagine Film Festival (Amsterdam, Paesi Bassi)
  - Festival internazionale del cinema fantastico di Bruxelles (Bruxelles, Belgio)
  - MotelX - Lisbon International Horror Film Festival (Lisbona, Portogallo)
  - Lund International Fantastic Film Festival (Lund, Svezia)
  - Neuchâtel International Fantastic Film Festival (Neuchâtel, Svizzera)
  - Sitges - Festival internazionale del cinema fantastico della Catalogna (Sitges, Spagna)
  - Trieste Science+Fiction Festival (Trieste, Italia)
  - Strasbourg European Fantastic Film Festival (Strasburgo, Francia)
- Membri aderenti
  - Haapsalu Horror & Fantasy Film Festival (Haapsalu, Estonia)
  - Grossmann Fantastic Film & Wine Festival (Ljutomer, Slovenia)
  - San Sebastian Horror and Fantasy Film Festival (San Sebastián, Spagna)
  - Court Metrange Festival (Rennes, Francia)
  - Molins de Rei Horror Film Festival (Molins de Rei, Spagna)
  - Razor Reel Flanders Film Festival (Bruges, Belgio)
  - Abertoir Horror Festival (Aberystwyth, Galles)
  - FanCine Málaga - Festival de Cine Fantástico (Malaga, Spagna)
- Membri sostenitori
  - Fantaspoa International Fantastic Film Festival (Porto Alegre, Brasile)
  - Fantasia International Film Festival (Montréal, Canada)
  - Bucheon International Fantastic Film Festival (PiFan) (Bucheon, Corea del Sud)
  - Fantastic Fest (Austin, Stati Uniti d'America)
  - Mórbido Fest (Puebla, Messico)
  - Screamfest Horror Film Festival (Los Angeles, Stati Uniti d'America)
- Altri festival che vi hanno fatto parte
  - Cinénygma Luxembourg International Film Festival (Lussemburgo)
  - Festival internazionale del cinema di Porto (Fantasporto) (Porto, Portogallo)
  - Fantafestival (Roma, Italia)
  - Ravenna Nightmare Film Fest (Ravenna, Italia)
  - Horrorthon Film Festival (Dublino, Irlanda)
  - FrightFest (Londra, Regno Unito)